# Red Bull MotoGP Rookies Cup
Der Red Bull MotoGP Rookies Cup ist eine Motorrad-Rennserie für Rennfahrer im Alter von 14 bis 18 Jahren. Als Motorrad setzen alle Fahrer eine KTM RC 250 R ein. Diese Maschine ist ein Schwestermodell der von KTM in der Moto3-Klasse werksseitig eingesetzten Maschine. Die Rennen finden im Rahmenprogramm europäischer Motorrad-Weltmeisterschaftsläufe statt.

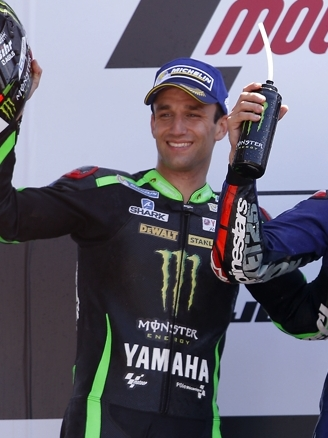
Erster Gesamtsieger und späterer Weltmeister: Johann Zarco (hier 2017)

## Geschichte
Die Partner Red Bull, Dorna Sports, KTM, Ipone und Alpinestars entschlossen sich im Jahre 2007 dazu eine neue Rennserie zu schaffen. Das Ziel sollte sein, junge Talente zu fördern und sie auf ihren Weg in die Motorrad-WM vorzubereiten.
In den ersten sechs Jahren wurde auf einer KTM RC 125 gefahren. Diese Maschine wurde auch in der damals noch existierenden 125-cm³-Zweitakt-Klasse der Motorrad-Weltmeisterschaft eingesetzt. Als die Moto3-Viertakt-Klasse zur Saison 2012 die Achtelliterklasse ersetzte, entschied man sich ein Jahr später dazu, auch im Rookies Cup eine Moto3-Maschine einzusetzen.
2013 fand die erste Veranstaltung der Saison ausnahmsweise nicht in Europa statt. Im Rahmen des neu im Rennkalender der Motorrad-WM aufgenommenen Grand Prix of The Americas auf dem Circuit of The Americas nahe Austin in den USA begann hier auch die Saison im Rookies Cup.
Bisher konnten 17 ehemalige Teilnehmer des Rookies Cup auch Weltmeister werden. Der Franzose Johann Zarco wurde 2015 und 2016 Moto2-Weltmeister. Einen WM-Titel in der Moto3-Klasse erzielten der Brite Danny Kent 2015, der Südafrikaner Brad Binder 2016 und der Spanier Pedro Acosta 2021.

## Teilnahme
An der Teilnahme berechtigt sind sowohl Mädchen als auch Jungen im Alter von mindestens 14 bis maximal 21 Jahren. Neue Bewerber müssen sich zuvor im sogenannten Road to Rookies Cup beweisen. Bei dieser speziellen Veranstaltung werden die Bewerber getestet. Eine Jury entscheidet schließlich ob man an der Teilnahme am Red Bull MotoGP Rookies Cup berechtigt ist. Die Teilnahme am Road to Rookies Cup ist kostenlos. Nur die Anreise- und Übernachtungskosten an den Rennwochenenden müssen von den Teilnehmern selbst getragen werden.

## Reglement
Meister wird derjenige Fahrer, der bis zum Saisonende die meisten Punkte in der Meisterschaft gesammelt hat. Bei der Punkteverteilung werden die Platzierungen im Gesamtergebnis des jeweiligen Rennens berücksichtigt. Die fünfzehn erstplatzierten Fahrer jedes Rennens erhalten Punkte nach folgendem Schema:
Weltmeister wird derjenige Fahrer beziehungsweise der Hersteller, der bis zum Saisonende die meisten Punkte in der Weltmeisterschaft angesammelt hat. Bei der Punkteverteilung werden die Platzierungen im Gesamtergebnis des jeweiligen Rennens berücksichtigt. Die fünfzehn erstplatzierten Fahrer jedes Rennens erhalten Punkte nach folgendem Schema:
| Punkteverteilung | Punkteverteilung | Punkteverteilung | Punkteverteilung | Punkteverteilung | Punkteverteilung | Punkteverteilung | Punkteverteilung | Punkteverteilung | Punkteverteilung | Punkteverteilung | Punkteverteilung | Punkteverteilung | Punkteverteilung | Punkteverteilung | Punkteverteilung |
| ---------------- | ---------------- | ---------------- | ---------------- | ---------------- | ---------------- | ---------------- | ---------------- | ---------------- | ---------------- | ---------------- | ---------------- | ---------------- | ---------------- | ---------------- | ---------------- |
| Platz            | 1                | 2                | 3                | 4                | 5                | 6                | 7                | 8                | 9                | 10               | 11               | 12               | 13               | 14               | 15               |
| Punkte           | 25               | 20               | 16               | 13               | 11               | 10               | 9                | 8                | 7                | 6                | 5                | 4                | 3                | 2                | 1                |

In die Wertung kommen alle erzielten Resultate.
Das komplette Reglement ist auf den Internetseiten der FIM verfügbar.

## Meister
| Jahr | Meister             |
| ---- | ------------------- |
| 2007 | Johann Zarco        |
| 2008 | J. D. Beach         |
| 2009 | Jakub Kornfeil      |
| 2010 | Jake Gagne          |
| 2011 | Lorenzo Baldassarri |
| 2012 | Florian Alt         |
| 2013 | Karel Hanika        |
| 2014 | Jorge Martín        |
| 2015 | Bo Bendsneyder      |
| 2016 | Ayumu Sasaki        |
| 2017 | Kazuki Masaki       |
| 2018 | Can Öncü            |
| 2019 | Carlos Tatay        |
| 2020 | Pedro Acosta        |
| 2021 | David Alonso        |
| 2022 | José Antonio Rueda  |
| 2023 | Ángel Piqueras      |
| 2024 | Álvaro Carpe        |